# Гюней, Гёкай
Гёкай Гюней (тур. Gökay Güney; 19 мая 1999, Бакыркёй, Турция) — турецкий футболист, защитник клуба «Галатасарай».

## Клубная карьера
Гюней — воспитанник клуба «Галатасарай». 14 декабря 2016 года в поединке Кубка Турции против «24 Эржинчаспора» он дебютировал за основную команду. 19 января 2019 года в матче против «Анкарагюджю» он дебютировал в турецкой Суперлиге.

## Международная карьера
В 2018 году Гюней в составе юношеской сборной Турции принял участие в юношеском чемпионате Европы в Финляндии. На турнире он сыграл в матче против Англии, сборной Франции и Украины.